# Aspergillus ochraceus
 (février 2017).
Si vous disposez d'ouvrages ou d'articles de référence ou si vous connaissez des sites web de qualité traitant du thème abordé ici, merci de compléter l'article en donnant les références utiles à sa vérifiabilité et en les liant à la section « Notes et références ».
Espèce
Synonymes
- Sterigmatocystis ochracea (G. Wilh.) Tiegh.[2]

Aspergillus ochraceus est une espèce de champignons ascomycètes synthétisant des ochratoxines et se développant principalement sur les céréales.

## Formes
Plusieurs formes sexuées de ce champignons sont connues à savoir : Fungi, Ascomycota, Pezizomycotina, Eurotiomycetes, Eurotiomycetidae, Eurotiales, Trichocomaceae, ainsi que plusieurs formes asexuées (Aspergillus, Deutéromycète, Hyphomycètes, Hyphales, Moniliacés[pas clair]